# Ptilotula penicillata
Ptilotula penicillata е вид птица от семейство Meliphagidae.

## Разпространение
Видът е разпространен в Австралия.